# Jagdfliegerführer Norwegen
Jagdfliegerführer Norwegen war ab dem 1. Juni 1941 die Bezeichnung einer Dienststellung bzw. einer Kommandobehörde auf Brigadeebene der deutschen Luftwaffe im Zweiten Weltkrieg. Ihre Hauptaufgabe war die Luftkriegsführung und die Luftraumverteidigung im deutschbesetzten Norwegen gegen westalliierte und sowjetische Einflüge.

## Geschichte
Die Etablierung der Kommandobehörde erfolgte am 1. Juni 1941 in Stavanger-Forus im vom Deutschen Reich besetzten Norwegen aus dem bisherigen Geschwaderstab des Zerstörergeschwaders 76. Die Primäraufgabe des Jagdfliegerführers bestand in der operativen Führung der in Norwegen stationierten Jagdfliegerverbände. Anfangs war der Jagdfliegerführer dem Fliegerführer Nord unterstellt, später der Luftflotte 5 bzw. dem Kommandierenden General der Deutschen Luftwaffe in Norwegen. Am 16. März 1945 wurde die Dienststelle mit dem Stab des Jagdgeschwaders 5 vereinigt. Nach der bedingungslosen Kapitulation der Wehrmacht am 8. Mai 1945 wurde die Kommandobehördedes Jagdfliegerführers Norwegen aufgelöst.

## Jagdfliegerführer
| Dienstgrad     | Name                   | Datum                             |
| -------------- | ---------------------- | --------------------------------- |
| Generalmajor   | Walter Grabmann        | Juni 1941 bis 31. Juli 1941       |
| Generalmajor   | Carl-Alfred Schumacher | 1. August 1941 bis 30. April 1943 |
| Oberstleutnant | Gerhard Schöpfel       | 1. Mai 1943 bis 30. April 1944    |
| Oberstleutnant | Günther Scholz         | 1. Mai 1944 bis 8. Mai 1945       |

## Unterstellung
| Unterstellung                                               | von               | bis               |
| ----------------------------------------------------------- | ----------------- | ----------------- |
| Fliegerführer Nord                                          | 1. Juni 1941      | 1. Dezember 1941  |
| Luftflotte 5                                                | 1. Dezember 1941  | 1. September 1944 |
| Kommandierender General der Deutschen Luftwaffe in Norwegen | 1. September 1944 | 8. Mai 1945       |

## Unterstellte Verbände
| 21. Juni 1941                                                        |                                                                  |
| -------------------------------------------------------------------- | ---------------------------------------------------------------- |
| 21. Juni 1941                                                        | Jagdgruppe Stavanger (I./Jagdgeschwader 77); Jagdgruppe Kirkenes |
| 1. Juni 1942                                                         |                                                                  |
| I./Jagdgeschwader 5; Jagdgruppe Drontheim                            |                                                                  |
| 1. Juli 1943                                                         |                                                                  |
| Stab I./Jagdgeschwader 5; Stab IV./Jagdgeschwader 5                  |                                                                  |
| 17. Juni 1944                                                        |                                                                  |
| Stab/Jagdgeschwader 5, IV./Jagdgeschwader 5, 13.(Z)/Jagdgeschwader 5 |                                                                  |